# Useldange
Useldange é uma comuna do Luxemburgo, pertence ao distrito de Diekirch e ao cantão de Redange.

## Demografia
Dados do censo de 15 de fevereiro de 2001:
- população total: 1.301
  - homens: 662
  - mulheres: 639

- densidade: 54,39 hab./km²
- distribuição por nacionalidade:

| Nacionalidade  | População | %      |
| -------------- | --------- | ------ |
| luxemburgueses | 1.077     | 82,78% |
| estrangeiros   | 224       | 17,22% |
| - portugueses  | 97        | 7,46%  |
| - franceses    | 17        | 1,31%  |
| - italianos    | 20        | 1,54%  |
| - belgas       | 35        | 2,69%  |
| - alemães      | 12        | 0,92%  |
| - iuguslavos   | 4         | 0,31%  |
| - outros       | 39        | 3,00%  |

- Crescimento populacional:

| Ano        | População |
| ---------- | --------- |
| 15/02/2001 | 1.301     |
| 01/01/2002 | 1.298     |
| 01/01/2003 | 1.272     |
| 01/01/2004 | 1.331     |
| 01/01/2005 | 1.313     |